# Халиуллин, Айрат Насибуллович
Айрат Насибуллович Халиуллин (16 мая 1934 года — 12 июля 2000 года) — бригадир механизированной колонны строительного управления № 3 треста «Востокнефтепроводстрой». Герой Социалистического Труда.

## Биография
Айрат Насибуллович Халиуллин родился 16 мая 1934 года в с. Имян-Купер Туймазинского района БАССР.
Образование — среднее специальное, в 1980 году окончил Уфимский строительный техникум.
Трудовую деятельность начал в 1950 г слесарем транспортной конторы треста «Башзападнефтеразведка». С 1952 г. — рабочий, изолировщик, бригадир изолировщиков, с 1957 г. — начальник участка, с 1962 г. — бригадир механизированной колонны строительного управления № 3 Уфимского треста «Востокнефтепроводстрой».
В 1963 г. изоляционно-укладочная колонна А. Н. Халиуллина в непривычных природно-климатических условиях плата Устюрт при строительстве первой очереди газопровода Бухара-Урал заизолировала и уложила в траншею 117 километров трубопроводов диаметром 1 020 миллиметров, что явилось рекордом СССР по укладке труб.
За выдающиеся производственные успехи, достигнутые при строительстве первой очереди газопровода Бухара - Урал, Указом Президиума Верховного Совета СССР от 18 ноября 1964 г. А. Н. Халиуллину присвоено звание Героя Социалистического Труда.
А. Н. Халиуллин участвовал в строительстве комплексов магистральных трубопроводов Туймазы - Омск, Уфа - Челябинск, Калтасы - Языкове - Ишимбай, Калтасы - Чекмагуш - Уфа, Калтасы - Куйбышев, Шкапово -Магнитогорск, Бухара - Урал, Средняя Азия - Центр, Усть-Балык - Омск, Усть-Балык - Уфа - Альметьевск, Нижневартовск - Куйбышев и в газификации сельских районов Башкирии.
За период 1952—1979 гг. участок, бригада, мехколонна, руководимые А. Н. Халиуллиным, заизолировали и уложили в траншею более 3 000 километров труб диаметром 350—1400 миллиметров.
До выхода на пенсию в 1993 г. работал заместителем начальника по быту строительного управления № 3 треста «Востокнефтепроводстрой».
Умер 12 июля 2000 года.

## Награды
- Герой Социалистического Труда (1964)
- Награждён орденами Ленина (1964), «Знак Почёта» (1960), медалями.